# グーリン・トゥリー・プロダクションズ
グーリン・トゥリー・プロダクションズ（Goolyn Tree Productions）は、2013年に旧「Goolyn Records (Goolyn Media Entertainment)」と「Studio MER One」がHAMERCAグループ傘下に合併した際、名称を現在のものに変更し発足したデジタルメディアプロダクション（。Goolyn Tree Productions About Us 会社情報）。

## 所属アーティスト
- _carvel -  スペイン
- 38 -  カナダ
- Beezy Sama -  アメリカ合衆国
- Cherry Brown a.k.a. Lil'諭吉 (Lil'Yukichi) - CNBM (Cookie and Biscuits Mafia) Records  -  日本
- Doujinshi -  日本
- DJVQ -  アメリカ合衆国
- French Banana -  カナダ
- HiM (Capital HM with a small letter i) -  アメリカ合衆国
- Kyb-Dyeen -  カナダ
- Rei Ishibashi (石橋玲) -  日本
- ReiKa Le Paradis -  日本
- ReZoneGen -  カナダ
- S47 -  日本
- T.E.T. -  カナダ
- Toy Saint Pons -  フランス
- Vincent Arctic Cool V.A.C. The Party Dancing 'QUEEN' - WONDERLAND